# Julian Piasecki

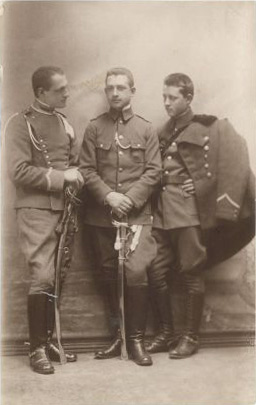
od lewej: Józef, Julian i Henryk Piaseccy

Julian Marian Piasecki, ps. „Marulski”, „Bogusław”, „Wiktor” (ur. 13 lutego 1896 w Stanisławowie, zm. 3 sierpnia 1944 w Warszawie) – major dyplomowany saperów Wojska Polskiego, działacz niepodległościowy, kawaler Orderu Virtuti Militari, I wiceminister komunikacji, inżynier. 

## Życiorys
Urodził się w Stanisławowie, w ówczesnym powiecie nowomińskim guberni warszawskiej, w rodzinie Tomasza i Anny z Piątkowskich. Był bratem Józefa Mariana (1894–1944) i Mariana Brunona (1904–1980).
Ukończył w 1913 roku Gimnazjum Filologiczne Wojciecha Górskiego w Warszawie. W ostatnich latach nauki był czynny w Wolnej Szkole Wojskowej, a potem w „Strzelcu”.
Od sierpnia 1915 był członkiem Polskiej Organizacji Wojskowej (Okręg Ib Warszawa). We wrześniu 1917 został mianowany na stopień podchorążego POW. Równocześnie w latach 1915–1918 studiował na Politechnice Warszawskiej.
Od 3 stycznia do 21 marca 1919 był uczniem klasy „L” w Szkole Podchorążych w Warszawie. Po zakończeniu wojny z bolszewikami pełnił służbę w 74 pułku piechoty w Lublińcu. 2 maja 1922 roku zweryfikowany został w stopniu porucznika ze starszeństwem z dniem 1 czerwca 1919 roku i 1529. lokatą w korpusie oficerów piechoty. W latach 1923–1924 był odkomenderowany Politechnikę Warszawską celem ukończenia studiów. W 1924 roku był wykładowcą w Oficerskiej Szkole Inżynierii, pozostając oficerem nadetatowym 7 pułku saperów wielkopolskich w Poznaniu. 1 grudnia 1924 roku awansował na kapitana ze starszeństwem z dniem 15 sierpnia 1924 roku i 17. lokatą w korpusie oficerów inżynierii i saperów. Z dniem 1 listopada 1925 roku rozpoczął naukę na Kursie Normalnym Wyższej Szkoły Wojennej w Warszawie. Z dniem 28 października 1927 roku, po ukończeniu kursu i uzyskaniu dyplomu naukowego oficera Sztabu Generalnego, przydzielony został do Wyższej Szkoły Wojennej w Warszawie, na stanowisko asystenta. Obowiązki wykładowcy łączył z funkcją starszego asystenta w Katedrze Dróg Żelaznych na Wydziale Inżynierii Lądowej Politechniki Warszawskiej. Na stopień majora został mianowany ze starszeństwem z dniem 1 stycznia 1931 roku i 6. lokatą w korpusie oficerów inżynierii i saperów (w marcu 1939, w tym samym stopniu i starszeństwie, zajmował 2. lokatę w korpusie oficerów saperów, grupa liniowa). W listopadzie 1932 został przeniesiony do 36 pułku piechoty w Warszawie na stanowisko dowódcy batalionu. 22 listopada 1933 roku przeniesiony został w stan nieczynny na okres 12 miesięcy. W stanie nieczynnym pozostawał do 1939 roku.
Od 1933 roku pełnił funkcję pierwszego wiceministra komunikacji. 20 października 1934 roku dokonał otwarcia mostu im. Ignacego Mościckiego w Puławach. Był członkiem Rady Naczelnej Obozu Zjednoczenia Narodowego i prezesem Automobilklubu Polskiego. Szef Biura Studiów i Planowania OZN w 1939 roku.
W czasie kampanii wrześniowej 1939 roku obowiązki pierwszego wiceministra komunikacji łączył z funkcją szefa II Eszelonu Szefostwa Komunikacji Naczelnego Wodza.
Podczas okupacji niemieckiej w Obozie Polski Walczącej. 2 sierpnia 1944 roku został ciężko ranny podczas walk powstańczych. Zmarł następnego dnia w Szpitalu Maltańskim. Pochowany w zbiorowej mogile przy szpitalu. Jego zwłoki nie zostały później odnalezione.

## Ordery i odznaczenia
- Krzyż Srebrny Orderu Wojskowego Virtuti Militari nr 4966 – 1921[11]
- Krzyż Komandorski z Gwiazdą Orderu Odrodzenia Polski – 10 listopada 1938 „za wybitne zasługi dla kolejnictwa polskiego”[12]
- Krzyż Niepodległości – 12 marca 1931 „za pracę w dziele odzyskania niepodległości”[13][1][14]
- Krzyż Walecznych trzykrotnie (po raz pierwszy w 1921[15])[16]
- Srebrny Krzyż Zasługi – 16 marca 1928 „za zasługi na polu wyszkolenia wojska”[17]
- Medal Pamiątkowy za Wojnę 1918–1921
- Medal Dziesięciolecia Odzyskanej Niepodległości
- Odznaka za Rany i Kontuzje
- łotewski Medal Pamiątkowy 1918–1928 – 12 grudnia 1929[18]